# Escut de Maldonado
L'escut de Maldonado va ser aprovat el 1778, quan la Capitania General de la Província va decidir donar al futur departament un escut. Es va demanar al rei d'Espanya què l'escut portés al seu quarter la figura d'un llop marí, imatge què es va mantenir fins al 1803, quan es va afegir la imatge d'una balena, com a resultat de la creixent caça d'aquest animal marí a la costa. D'aquesta manera, el 29 d'agost de 1803, Carles IV es va mostrar a favor de l'escarapela actual.
La seva simbologia heràldica és la següent: un castell, un camp dividit en dues parts, amb un cel i horitzó clars i un mar agitat pel vent enmig del qual una balena avança amb la seva temerosa cua llançant dolls d'aigua. Al capdavall es pot apreciar una àncora, la qual fa referència al port. Força, rectitud, cel, horitzó, riquesa, treball, abundància, port d'intercanvi, fusionen en l'escut, dons i virtuts i propòsits de l'existència humana.